# آگوست بیر (جراح)
آگوست کارل گوستاو بیر (آلمانی: August Karl Gustav Bier؛ ‏ ۲۴ نوامبر ۱۸۶۱ – ۱۲ مارس ۱۹۴۹) جراح اهل آلمان بود. او نخستین کسی است که بی‌حسی نخاعی و بی‌حسی منطقه‌ای داخل عروقی را انجام داد. وی در ۱۶ اوت ۱۸۹۸ نخستین جراحی تحتِ بی‌حسی نخاعی را در بیمارستان سلطنتی جراحی دانشگاه کیل انجام داد.
وی دانش‌آموختهٔ رشتهٔ پزشکی در بیمارستان آموزشی شاریته، دانشگاه لایپزیگ و دانشگاه کیل بود. وی بعدها استاد رشتهٔ جراحی در دانشگاه بن و سپس شاریته شد و در سال ۱۹۱۱ به ریاست «انجمن جراحان آلمان» رسید. شهرت او بدانجا بود که که پزشک درمان‌کنندهٔ افراد شاخصی چون ویلهلم دوم، نیکلای دوم و ولادیمیر لنین شد. البته با آنکه او یکی از موفق‌ترین جراحان زمانهٔ خود بود، اما تمامی عمل‌های جراحی‌اش با موفقیت همراه نبود. به‌عنوان مثال، اوگو اشتینس (سیاست‌مدار و سرمایه‌دار بزرگ آلمان که ثروتمندترین مرد جهان در آن دوران بود) ۱ ماه پس از عمل جراحی کوله‌سیستکتومی که آگوست بیر روی او انجام داد، در ۱۰ آوریل ۱۹۲۴ درگذشت. در ۲۴ فوریهٔ ۱۹۲۵ میلادی، آگوست بیر یک عمل جراحی آپاندکتومی بر روی نخستین رئیس‌جمهور رایش، فریدریش ابرت که قانون اساسی وایمار را در سال ۱۹۱۹ امضا کرده بود، انجام داد. حدود ۲ هفته طول کشیده بود تا آپاندیسیت ابرت را تشخیص دهند و او ۴ روز پس از جراحی، به‌دلیل شوک عفونی درگذشت. با مرگ ابرت، پاول فن هیندنبورگ جایگزین وی و رئیس‌جمهور جمهوری وایمار شد.
آگوست بیر تا سال ۱۹۲۸، رئیس جراحان بیمارستان مشهور شاریته بود و پس از او، فردیناند زاوئربروخ جای او را گرفت. وی یکی از پیشگامان پزشکی ورزشی هم محسوب می‌شود و نقش محوری در تثبیت آن به عنوان یکی از شاخه‌های رشته پزشکی داشت. وی نخستین سخنرانی تخصصی این رشته را در دانشگاه هومبولت برلین در سال ۱۹۱۹ ترتیب داد.
وی همچنین برندهٔ جوایزی همچون جایزه ملی دانش و هنر آلمان شده‌است.